# Europäische Makroseismische Skala
Die Europäische Makroseismische Skala (EMS) ist die Grundlage für die Abschätzung der seismischen Intensität von Erdbeben in europäischen Ländern und wird auch auf anderen Kontinenten verwendet. Sie wurde 1998 als eine Weiterentwicklung einer früheren Testversion von 1992 (EMS-92) veröffentlicht und wird auch als EMS-98 bezeichnet. Die EMS ist die erste Erdbebenskala, die im Hinblick auf die Zusammenarbeit zwischen Ingenieuren und Seismologen entwickelt wurde. Sie umfasst ein ausführliches Handbuch, in dem Anleitungen, Abbildungen und Anwendungsbeispiele enthalten sind.
Die Geschichte der EMS begann 1988, als die Europäische Seismologische Kommission (European Seismological Commission, ESC) beschloss, die Medwedew-Sponheuer-Kárník-Skala (MSK-64) zu überarbeiten und zu aktualisieren, die in Europa fast ein Vierteljahrhundert in Gebrauch war. Nach intensiver Forschung und Entwicklung sowie einem vierjährigen Testlauf wurde im Rahmen der 25. Generalversammlung der ESC eine Resolution verabschiedet, die den Mitgliedsländern der ESC den Gebrauch der neuen Intensitätsskala empfahl.
Im Gegensatz zu Magnitudenskalen, wie etwa der bekannten Richterskala, beschreibt eine Intensitätsskala diejenigen Auswirkungen eines Erdbebens auf Landschaft, Straßen oder Gebäude, die ohne Instrumente wahrgenommen werden können (Makroseismik). Je nach örtlichen Gegebenheiten kann ein einzelnes Beben, das nach einer solchen Skala eingestuft wurde, an verschiedenen Orten unterschiedliche Stärken besitzen. Beispiele anderer Intensitätsskalen sind neben der Medwedew-Sponheuer-Kárník-Skala etwa die JMA-Skala, die Mercalliskala oder die Rossi-Forel-Skala.
| Stärkegrad | Kurzbezeichnung        | Beobachtung |
| ---------- | ---------------------- | --- |
| I          | nicht fühlbar          | Selbst unter günstigen Bedingungen nicht fühlbar. |
| II         | kaum bemerkbar         | Einzelne ruhende Personen nehmen die Erschütterungen wahr, vor allem in höher gelegenen Stockwerken von Gebäuden. |
| III        | schwach                | Schwache Erschütterungen werden durch Personen wahrgenommen, die sich innerhalb von Gebäuden befinden. Ruhende Personen fühlen ein Schwanken oder leichtes Erzittern. |
| IV         | deutlich               | Von vielen Personen innerhalb von Gebäuden wahrnehmbar, außerhalb nur von einigen. Manche Schlafende erwachen. Die Stärke der Erschütterungen ist nicht beängstigend. Fenster, Türen und Geschirr klappern, hängende Objekte beginnen zu schwingen. |
| V          | stark                  | Von den meisten Personen innerhalb von Gebäuden wahrnehmbar, außerhalb von einigen. Manche Personen flüchten aus Gebäuden, viele Schlafende erwachen. Gebäude erzittern komplett, hängende Objekte schwingen deutlich, Porzellan und Gläser stoßen vernehmlich zusammen. Die Erschütterungen sind stark, kopflastige Objekte fallen um. Türen und Fenster öffnen und schließen sich. |
| VI         | leichte Gebäudeschäden | Wird von den meisten Personen innerhalb von Gebäuden wahrgenommen, außerhalb von den meisten. Viele Personen in Gebäuden erschrecken und flüchten nach draußen. Kleine Gegenstände fallen herunter. Leichte Schäden an normalen Gebäuden, so etwa Risse und Ausbrüche in Verputzen.                                                                                                  |
| VII        | Gebäudeschäden         | Die meisten Personen in Gebäuden erschrecken und flüchten nach draußen. Möbel verrutschen und viele Gegenstände fallen aus Regalen und offenen Schränken. Viele normale Gebäude werden beschädigt, so etwa durch Mauerrisse und teilweise einstürzende Kamine. |
| VIII       | schwere Gebäudeschäden | Möbel können umfallen. Viele normale Gebäude werden beschädigt: Kamine stürzen ein, große Mauerrisse, einige Gebäude fallen teilweise zusammen. |
| IX         | zerstörend             | Hohe Strukturen wie Denkmäler oder Säulen fallen um oder werden verbogen. Viele normale Gebäude fallen teilweise zusammen, einige Gebäude werden vollständig zerstört. |
| X          | sehr zerstörend        | Viele normale Gebäude stürzen ein. |
| XI         | verwüstend             | Die meisten normalen Gebäude stürzen ein. |
| XII        | vollständig verwüstend | Fast alle über- und unterirdischen Bauwerke werden zerstört oder schwer beschädigt. |